# برت اسمیت
برت اسمیت (به انگلیسی: Bert Smith) بازیکن فوتبال زادهٔ ۷ مارس ۱۸۹۲ اهل کشور انگلستان که سابقهٔ بازی در تیم ملی فوتبال انگلستان را در کارنامهٔ خود دارد. وی در تاریخ ۹ آوریل ۱۹۲۱ نخستین بازی ملی خود را در مقابل تیم ملی فوتبال اسکاتلند انجام داد و با حضور در ۲ بازی ملی، در تاریخ ۱۳ مارس ۱۹۲۲ واپسین بازی ملی‌اش را در برابر تیم ملی فوتبال ولز برگزار کرد.